# الاتحاد السوري (دولة)
الاتحاد السوري (بالفرنسية: La Fédération syrienne) هو اتحاد فدرالي تأسس في الانتداب الفرنسي على سوريا ولبنان ومهد لتأسيس الدولة التي تعرف الآن باسم سوريا. الاتحاد تأسس بموجب إعلان في 28 يونيو 1922 أواخر عهد الجنرال هنري غورو، وكان يشمل ثلاثة كيانات هي دولة حلب ودولة دمشق ودولة العلويين (هذه الكيانات تغطي كل مناطق الدولة السورية الحالية باستثناء محافظة السويداء).
نية الجنرال غورو الأصلية كانت تأسيس اتحاد يشمل كل مناطق الانتداب الفرنسي، بما في ذلك لبنان، ولكن موارنة لبنان رفضوا الانضمام. لم يكن الحلبيون في البداية راغبين في الانضمام لهذا الاتحاد لاعتقادهم بأنه يخدم مصالح دمشق على حسابهم، وكانوا يفضلون أن تظل حلب مستقلة بذاتها كما كان الحال في العصر العثماني وما قبله، ولكن الحلبيين قبلوا المشاركة في الاتحاد بعدما أوهمهم الجنرال غورو بأن حلب ستقود الاتحاد، وهذا حصل فعلا في السنة الأولى حيث أن مدينة حلب كانت عاصمة الاتحاد ورئيس الاتحاد كان من دولة حلب وهو صبحي بركات، ولكن المندوب السامي قام بعد عام من تأسيس الاتحاد بنقل العاصمة إلى دمشق (بسبب ضغوط الدمشقيين، التي هي أصلا السبب الذي دفع الفرنسيين لتأسيس الاتحاد) وهذا أغضب الحلبيين، الذين اعتبروا أنهم خدعوا، ولهذا السبب حاول الحلبيون في عام 1925 أن يخرجوا من الاتحاد، ولكن ذلك المسعى تعطل (مؤقتا) بسبب الظروف السياسية في سورية آنذاك.
يعتبر الاتحاد الصيغة الفيدرالية الوحيدة التي تمت في تاريخ سوريا الحديث. وقد استحدثها غورو تحت ضغط المعارضين السوريين المعروفين باسم «الوطنيين» بعد أن كانت قد صدرت مراسيم التقسيم، عن غورو نفسه عام 1920، بعد سقوط المملكة العربية السورية. رغم أن الاتحاد الفيدرالي بين دمشق وحلب وجبل العلويين قد لاقى استحسان السوريين، إلا أنه لم «يعتبر كافيًا» حسب رأي المؤرخ يوسف الحكيم، لا من حيث الصيغة، ولا من حيث النطاق. بعد أن استدعي غورو إلى فرنسا، وعين الجنرال ماكسيم فيغان، بدلاً منه، حلّ الاتحاد السوري في 5 ديسمبر 1924 على أن تخلفه الدولة السورية، المركزية بين دمشق وحلب، أما جبل العلويين فقد فصله فيغان عن الدولة وأعاد له استقلاله السابق.

## خلفية
في أبريل 1922 زار تشارلز كراين دمشق ليطلع على واقع الانتداب ومدى تقبل الشعب له، فثارت دمشق وعمتها المظاهرات الرافضة للانتداب والمطالبة بإنهاء تقسيم سوريا إلى خمس دول على أسس طائفية وعرقية. في 9 أبريل أصدر الجنرال غورو قرارًا بإنفاذ حالة الطوارئ في سوريا، وفي 10 أبريل تحدى طلاب المدارس قرار حالة الطوارئ المقرون بحظر التجول، وجابت دمشق مسيرات حاشدة انضمت إليها النساء، وقتل خلالها طالبان وجرح ستة، كما شنّ الفرنسيون حملة اعتقالات في 18 أبريل ونقلوا من اعتقلوا إلى جزيرة أرواد.

## المجلس الاتحادي
تحت ضغط الشارع، أعلن غورو في 28 يونيو 1922 ميلاد «الاتحاد السوري» على أساس فيدرالي بين دولة دمشق ودولة حلب ودولة جبل العلويين، على أن يكون للاتحاد رئيس ينتخب لمدة سنة واحدة غير قابلة للتمديد، يعاونه ويولج أمر انتخابه لمجلس اتحادي مكوّن من خمسة عشر عضوًا خمس عن كل دولة، كما ترك لرئيس الدولة مهمة تشكيل الحكومة على أن تكون حكومة فيدرالية مقابل حكومات محلية ومجالس محلية داخل الاتحاد.
بحسب إعلان غورو فإن المجلس الاتحادي يجب أن ينتخب لكنه قام بتعيينه استثنائيًا يوم 28 يونيو وفق الشكل التالي:
- عن دولة دمشق: محمد علي العابد - عطا الأيوبي - فارس الخوري - منصور الحلقي، ممثلو دمشق.
  - طاهر الأتاسي، ممثل حمص.
  - راشد البرازي، ممثل حماة.
- عن دولة حلب: صبحي بركات - غالب إبراهيم باشا - رشيد المدرس - حسين أورفلي - اسكندر سالم.
- عن دولة جبل العلويين: جابر العباس - إسماعيل هواش - إسماعيل جنيد، ممثلو الجبل.
  - عبد الواحد هارون - اسحق نصري، ممثلا اللاذقية.